# Ford P100
Ford P100 — грузопассажирский автомобиль, выпускавшийся компанией Ford Motor Company в ЮАР и Португалии с 1971 по 1995 год. До 1988 года автомобиль разрабатывался на базе Ford Cortina/Taurus, а с 1988 года — на базе Ford Sierra.
До 1982 года автомобиль носил название Ford Cortina Pickup, а с 1982 года — Ford P100. Ранее в 1960-х годах название P100 носили североамериканские панельные фургоны.

## Ford Cortina Pickup
P100 впервые был представлен в 1971 году в ЮАР на базе Ford Cortina Mk3. При разработке задней части был учтён опыт Ford Cortina Mk2.
С 1977 года P100 выпускался на базе Ford Cortina Mk4. От предыдущего поколения автомобиль отличался «угловатым» дизайном. В ЮАР автомобиль назывался Ford 1-Tonner.

В 1986 году на смену Ford P100 пришёл Ford Courier, который оснащался двигателем Essex V6. Преемник выпускался до апреля 2000 года.

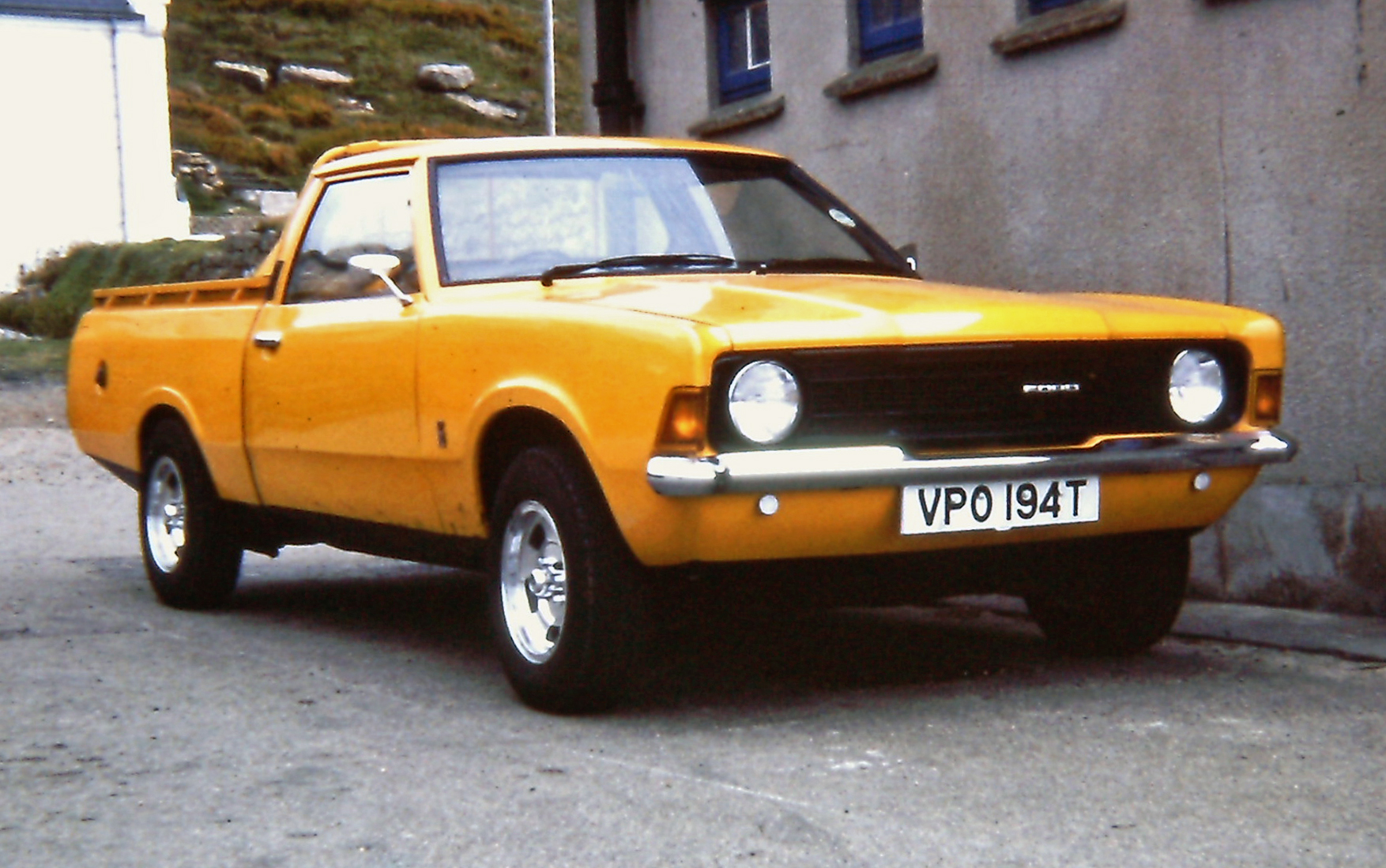
Ford 1-Tonner
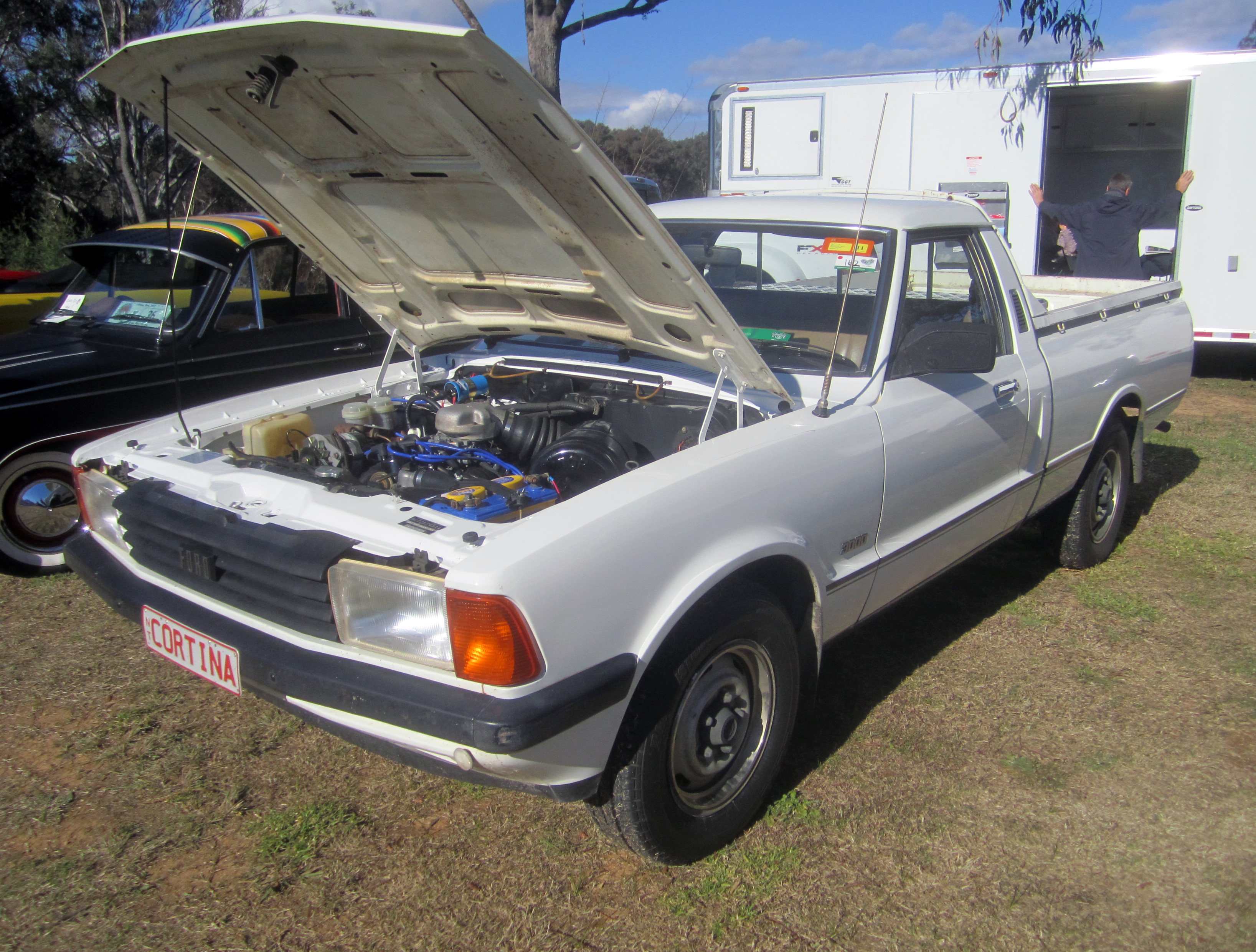
1981 Ford 1-Tonner (на базе Ford Cortina)
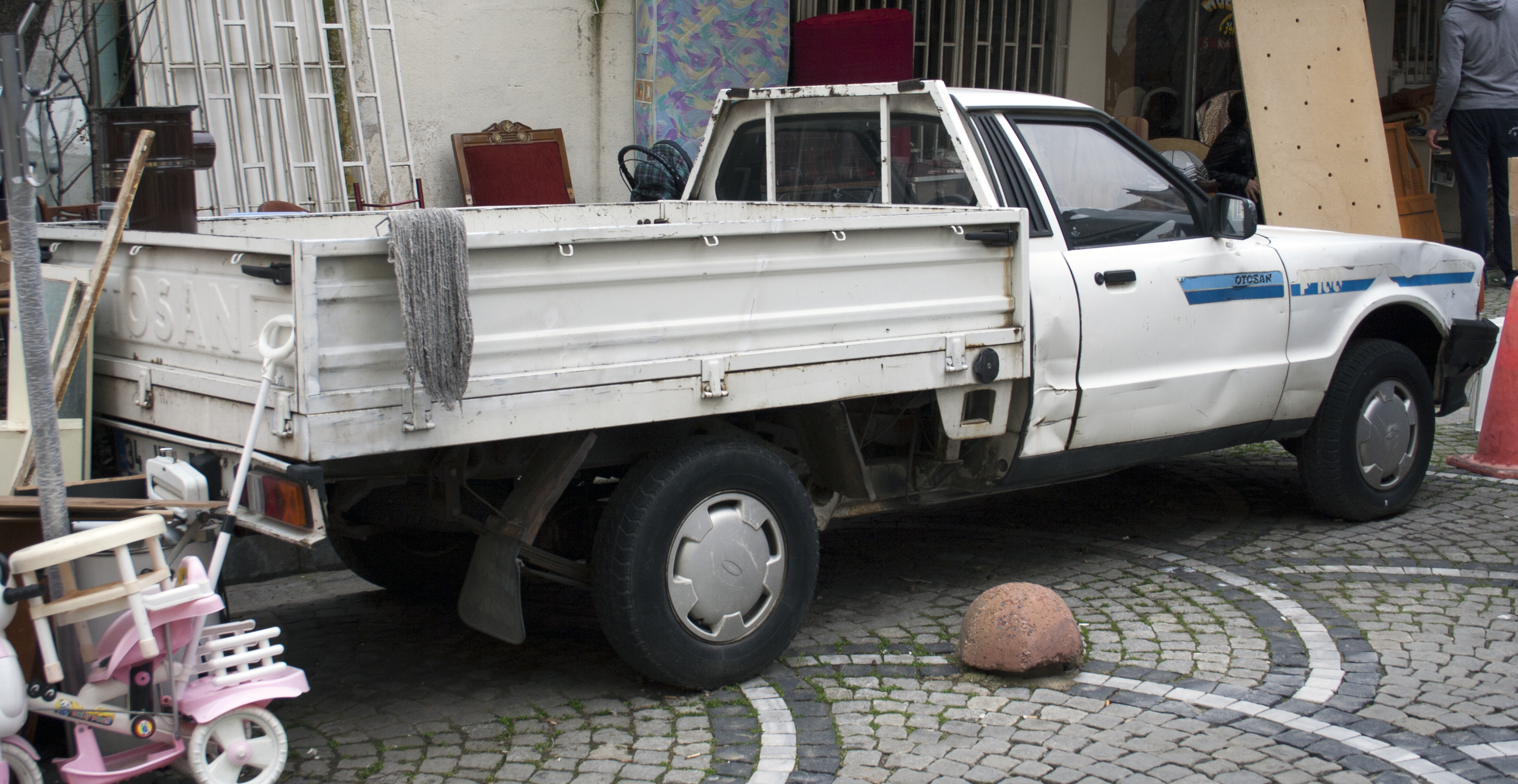
Otosan P100 (на базе Ford Sierra)

## На базеFord Sierra
С конца 1987 года Ford P100 выпускался на базе Ford Sierra. Первоначально автомобиль оснащался 2,0-литровым бензиновым двигателем, позднее в моторную гамму был добавлен 1,8-литровый турбодизельный двигатель. Модельный ряд выпускался в Португалии. В 1995 году производство Ford P100 было остановлено.

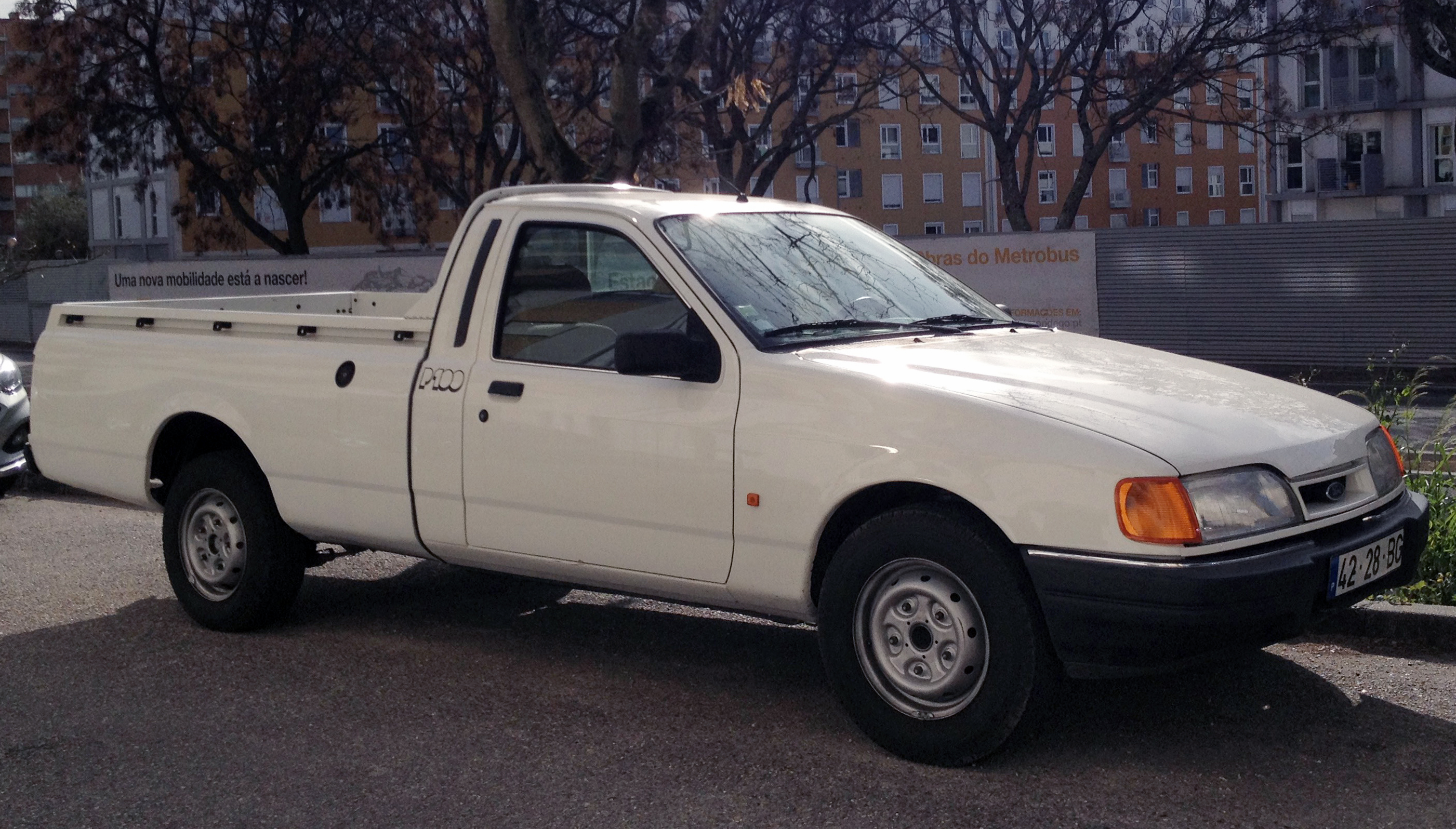
Ford P100 (на базе Ford Sierra)
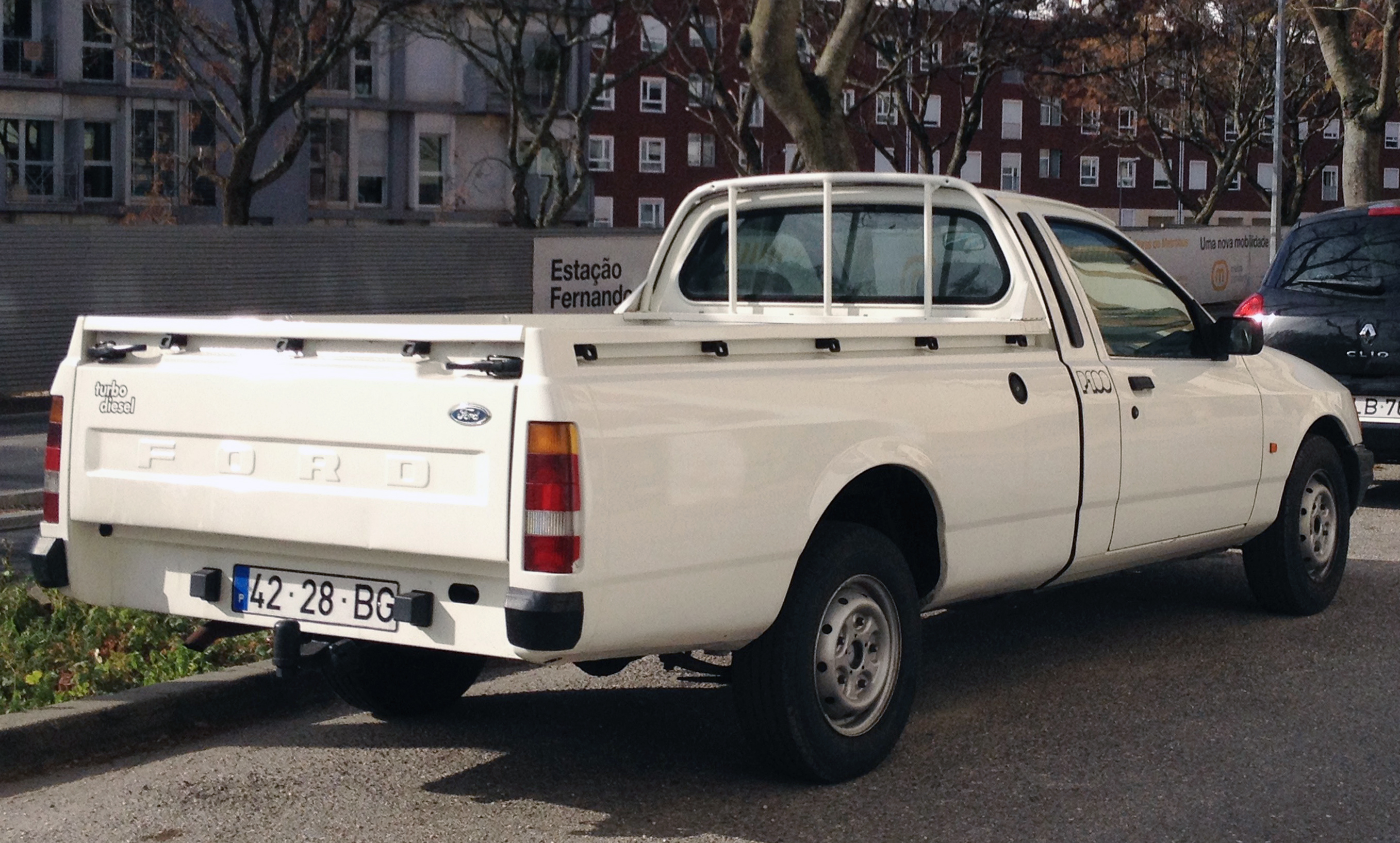
Вид сзади

## Отличия Cortina от Sierra
P100 хотя и выглядел похожим на модели, на базе которых он был создан, он имел несколько ключевых отличий. Трансмиссия второго поколения P100 — Ford T9 с пониженными передаточными отношениями, которая также устанавливалась на Ford Transit. В 1989 году трансмиссия Ford T9 была заменена трансмиссией MT75.